# Q0906+6930
Q0906+6930 – aktywna galaktyka (kwazar) w gwiazdozbiorze Wielkiej Niedźwiedzicy, o przesunięciu ku czerwieni 5,47. Jej odkrycie ogłoszono w lipcu 2004. Obiekt zawiera najprawdopodobniej gigantyczną czarną dziurę o masie rzędu 109 M☉ (mas Słońca). Obiekt jest silnym radioźródłem i jest jednym z najdalszych blazarów.